# Adeline zu Rantzau
Adeline Agnes Friederike zu Rantzau (* 26. Juni 1867 in Rastorf, Schleswig-Holstein; † 29. September 1927 in Kiel) war eine deutsche Schriftstellerin.

## Leben
Gräfin Adeline zu Rantzau war Verfasserin von Romanen, Erzählungen und Gedichten; zu Beginn des 20. Jahrhunderts erzielte sie vor allem mit den beiden Bänden „Ein unmöglicher Mensch“ und „Der Dritte“ Erfolge beim Lesepublikum.

## Werke
- Feuer, Berlin 1902
- Hans Kamp, Berlin 1906
- Ein unmöglicher Mensch, Berlin 1906
- Aus dem Untergrund des Lebens, Berlin 1908
- Der Dritte, Berlin 1911
- Roland Klintens Erbe, Berlin 1913
- Die Siegerin, Berlin 1914
- Hein Spinners Feldzug, Berlin 1916
- Mein Land, Berlin 1917
- Ganz jemand anders, Berlin 1918
- Karen Thieß und andere Novellen, Berlin 1925
- Das letzte Haus im Dorf, Neumünster in Holst. 1929